# Hans Gänßbauer
Hans Gänßbauer (* 3. Juni 1888 in Nürnberg; † 1973) war ein deutscher Mediziner. 
Er studierte Medizin an der Friedrich-Alexander-Universität Erlangen und gehörte seit 1908 der Burschenschaft Germania Erlangen an. Später war er Stadtmedizinaldirektor in Nürnberg und Vorsteher der Städtischen Frauenklinik sowie Hauptlektor für Medizin der Reichsstelle zur Förderung des deutschen Schrifttums.

## Auszeichnungen
- 1962 wurde ihm die Bürgermedaille der Stadt Nürnberg verliehen.